# Comuna Vădastra, Olt
Vădastra este o comună în județul Olt, Oltenia, România, formată numai din satul de reședință cu același nume.

## Demografie
Componența etnică a comunei Vădastra
     Români (96,53%)
     Alte etnii (0,33%)
     Necunoscută (3,14%)
Componența confesională a comunei Vădastra
     Ortodocși (96,37%)
     Alte religii (0%)
     Necunoscută (3,63%)
Conform recensământului efectuat în 2021, populația comunei Vădastra se ridică la 1.212 locuitori, în scădere față de recensământul anterior din 2011, când fuseseră înregistrați 1.449 de locuitori. Majoritatea locuitorilor sunt români (96,53%), iar pentru 3,14% nu se cunoaște apartenența etnică. Din punct de vedere confesional, majoritatea locuitorilor sunt ortodocși (96,37%), iar pentru 3,63% nu se cunoaște apartenența confesională.

## Politică și administrație
Comuna Vădastra este administrată de un primar și un consiliu local compus din 9 consilieri. Primarul, Sorin Rădulescu[*], de la Partidul Social Democrat, este în funcție din 2008. Începând cu alegerile locale din 2024, consiliul local are următoarea componență pe partide politice:
|  | Partid                    | Consilieri | Componența Consiliului | Componența Consiliului | Componența Consiliului | Componența Consiliului | Componența Consiliului | Componența Consiliului | Componența Consiliului |
|  | ------------------------- | ---------- | ---------------------- | ---------------------- | ---------------------- | ---------------------- | ---------------------- | ---------------------- | ---------------------- |
|  | Partidul Social Democrat  | 7          |                        |                        |                        |                        |                        |                        |                        |
|  | Partidul Național Liberal | 2          |                        |                        |                        |                        |                        |                        |                        |